# Земледельческий закон
Земледельческий закон (греч. Νόμος γεωργικός) — памятник византийского права, посвящённый регулированию имущественных отношений в сельских общинах, уделяя особое внимание разного рода кражам (леса, полевых и садовых плодов, и т. д.). Как правило памятник датируется VII веком в правление императора Юстиниана II или VIII веком, в первый иконоборческий период. Местом создания памятника называют Италию либо Константинополь, также его связывают с распространением славянских правовых обычаев на территории Византии. Земледельческий закон сохранился в большом числе рукописей, в том числе в составе «Шестикнижия» Константина Арменопула. Известны рукописи Земледельческого закона на сербском, древнерусском и румынском языках. С XIX века Земледельческий закон является предметом активного изучения в контексте экономики и правового регулирования сельского хозяйства Византии. Является важным источником для понимания развития византийской сельской общины, в частности, вопроса о свободном крестьянстве.
Первое издание Земледельческого закона предпринял в 1540 году профессор юриспруденции парижского королевского колледжа Адам Суаллемберг. Вероятно, он использовал рукопись Parisinus gr. 1386 «Шестикнижия». В 1542 году Франсуа Бодуэн издал латинский перевод закона вместе с Новеллами Юстиниана. В дальнейшем текст Суаллемберга «обогащался» по другим рукописям, в результате чего к XIX веку текстология Земледельческого закона стала крайне запутанной. О существовании «старшей» редакции Закона было известно ещё Карлу Эдуарду Цахарие фон Лингенталю, но первым в научный оборот её ввёл в 1885 году А. С. Павлов. Критическое издание на основе рукописи XIII века подготовил в 1898 году итальянский юрист Контардо Феррини, однако его труд уже современные ему исследователи оценивали невысоко. Издание американского правоведа Уолтера Эшбёрнера (1910) научным сообществом было признано удовлетворительным и оставалось основным до 1984 года, когда его заменила работа советских византинистов.
В тексте Земледельческого закона не содержится явных указания на время его создания. В связи с упоминанием имени Юстиниана в заглавии, ранние исследователи начиная с Куяция выдвинули предположение о датировке правлением Юстиниана II (685—695 и 705—711). Данная гипотеза была опровергнута правоведами XIX века, особенно Цахарие фон Лингенталем. По мнению последнего, Земледельческий закон следует рассматривать как «полицейский устав» (нем. ländische Polizeiordnung), частично повторяющий законодательство Юстиниана I, частично вводящий новые правовые нормы. Пересмотрев раннее мнение о законе как о частной компиляции неизвестного юриста, Цахарие фон Лингенталь предположил, что наряду с Эклогой закон является памятником законотворческой деятельности императоров-иконоборцев Льва III (717—741) или Константина V (741—775). Концепцию Цахарие поддержар русский византинист В. Г. Васильевский, указывавший на единство терминологии в обоих памятниках и сходные меры наказания в них.
Предположительно, отдельные части Земледельческого закона были восприняты в сербском Законнике Стефана Душана (XIV век).

## Издания
- Византийский земельный закон / Текст, исследование, комментарий подготовили Е. Э. Липшиц, И. П. Медведев, Е. К. Пиотровская. Под редакцией И. П. Медведева. — Л.: Наука, 1984. — 607 с.